# مناطق إسرائيل

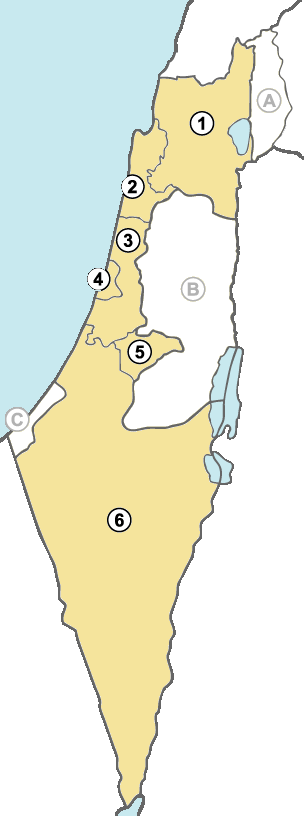
التقسيم الإداري الإسرائيلي في فلسطين التاريخية بعد حرب 1948.

التقسيم الإداري لإسرائيل أو مناطق إسرائيل وهي المناطق الإدارية التي تشكّل دولة إسرائيل - والتي تأسست على أرض فلسطين التاريخية بعد انسحاب بريطانيا منها في مايو 1948. ويدعى هذا التقسيم الإداري بـ «الألوية» أو «المناطق» (بالإنجليزية: District)‏. ويتضمن هذا التقسيم الإداري 6 مناطق إدارية (مناطق) منذ 1948، هي: منطقة تل أبيب والمنطقة الشمالية ومنطقة حيفا والمنطقة الوسطية ومنطقة القدس والمنطقة الجنوبية.
يشار إلى أن التقسيم الإداري لفلسطين التاريخية قبل تأسيس إسرائيل عام 1948 في فترة الانتداب البريطاني كان يتكون من 16 قضاء.

## التاريخ
بعد حرب 1948 وأثنائها، أقدمت إسرائيل على مصادرة وتدمير عشرات البلدات والقرى الفلسطينية في هذه المناطق التي تشكل 78% من مساحة فلسطين التاريخية الإجمالية، وقامت بتهجير أهلها من معظمها. وقد أقامت مدن جديدة على أنقاض تلك البلدات المهجرة وفي مناطق أخرى كانت سابقًا مستوطنات يهودية لإستيعاب المهاجرين اليهود إلى فلسطين. إلاّ أن هناك كثير من المدن والقرى لا تزال تحوي نسبة كبيرة من الفلسطينيين الذين بقوا في أرضهم بعد النكبة، وهم عرب 48. حاليًا، من الناحية الإدارية كثير من المدن في هذه الألوية ذات غالبية يهودية ساحقة من المهاجرين، ومن يهود فلسطين الموجودين قبل النكبة، بالإضافة للمدن المختلطة.

## التقسيم الإداري
| الرقم | المنطقة  | المدينة الرئيسية | مدن كبرى                                 | السكان    |
| ----- | -------- | ---------------- | ---------------------------------------- | --------- |
| 1     | الشمالية | الناصرة          | صفد، عكا، طبريا                          | 1,242,100 |
| 2     | حيفا     | حيفا             | الخضيرة، قيسارية                         | 880,000   |
| 3     | الوسطى   | الرملة           | ريشون لتسيون، نتانيا، بتاح تكفا، رحوفوت  | 1,770,200 |
| 4     | تل أبيب  | تل أبيب          | يافا، بات يام، بني براك، حولون، رامات جن | 1,227,000 |
| 5     | القدس    | القدس            | [ معلومة 2 ]                             | 1,000,300 |
| 6     | الجنوبية | بئر السبع        | إسدود، عسقلان                            | 1,053,600 |